# Gabriel Kondratiuk
Gabriel Kondratiuk (* 1969 in El Bolsón, Argentinien) ist ein argentinischer Künstler.

## Biographie
Gabriel Kondratiuk zog 1989 von Patagonien nach La Plata und begann an der Universidad Nacional de La Plata sein Studium der Malerei. 1990 zog er nach Buenos Aires, wo er zunächst die „Escuela Garaycochea de Arte“ besuchte und 1994 an der Akademie der Bildenden Künste „Prilidiano Pueyrredón“ sein Studium der Malerei fortsetzte. 1998 erlangte er dort die Professur im Fachbereich Malerei.

## Ausstellungen

### Einzelausstellungen
2010
- the wanderer (Ausstellungsserie: cuatro paredes), Centro de Arte Contemporáneo de Burgos, Burgos, Spanien. (Kat.)[1]

2008
- Gabriel Kondratiuk, kuratiert von Irma Arestizábal, Innsbruck, Österreich. (Kat.)

2006
- Allí no hay nada, Galerie Bernd Kugler, Innsbruck, Österreich. (Kat.)

### Gruppenausstellungen
2011
- La colección [I+E]², Centro de Arte Contemporáneo de Caja de Burgos, Burgos, Spanien (cat.)

2009
- Transzendenz Inc Unlimited (mit Liu Anping, Quirin Bäumler, Dominik Bednarek, Olivia Berckemeyer, Hannah Mari Blencke, Tjorg Douglas Beer, Pontus Carle, CCE Cultural Capital Exchange, Andrew Cooper, Ben Cotrell, Matthias Dornfeld, Andrew Gilbert, Mariola Groener, Axel Heil, House of Harlot, Andreas Hofer, Christian Hoischen, Phillipa Horan, Axel Huber, Marc Hulson, John Isaacs, Heike Kelter, Dean Kenning, Joep van Liefland, Gavin Lockheart, Catherine Lorent, René Luckhardt, Katrin Plavcak, Berthold Reiß, Stefan Rink, Anne Roessner, Hank Schmidt in der Beek, Friedrich Schröder Sonnenstern, Sarah Sparkes, Andreas Templin, Rodney La Tourelle, Dominik Wood, Ulli Wulff, Phillip Zaiser, Joanna Zawodzinska), Forgotten Bar, Berlin, Deutschland
- five years for friends (mit Bara, André Butzer, Patrycja German, Thilo Heinzmann, Andreas Hofer, Anna Kolodziejska, René Luckhardt, Ulrich Wulff), Galerie Bernd Kugler, Innsbruck[2]

2008
- Sag, was malst Du da, Stadtgalerie Schwaz, Schwaz, Österreich[3]
- Art Forum Berlin, stand Galerie Bernd Kugler[4]
- what’s the point of giving you any more artworks when you don’t understand the ones you’ve got? (mit Marcel van Eeden, Euan Macdonald, Yoshitomo Nara, Rosilene Luduvico, Wilfredo Prieto, German Stegmaier usw.), Galerie Zink, München, Deutschland.
- 12 – works on paper (mit Bara, Helen Beck, Lisa Endriss, André Butzer, Thilo Heinzmann, Herbert Hintegger, Andreas Hofer, John Isaacs, Anna Kolodziejska, René Luckhardt, Ulrich Wulff), Galerie Bernd Kugler, Innsbruck, Österreich.

2007
- Niveaualarm (mit Klaus Auderer, Bara, Katja Barth, Hanna-Mari Blencke, Lutz Braun, André Butzer, Ben Cottrell, Björn Dahlem, Matthias Dornfeld, Axel Geis, Patrycja German, Michael Hackel, Thomas Helbig, Gregor Hildebrandt, Andreas Hofer, Leiko Ikemura, Franka Kassner, Erwin Kneihsl, Maja Körner, Anna Kolodziejska, Kitty Kraus, Alicja Kwade, Katrin Plavcak, Emanuel Seitz, Markus Selg, Astrid Sourkova, Lorenz Straßl, Frank Lucy Tonke, Remco Torenbosch,  Joep van Liefland, Aribert von Ostrowski, Iskender Yediler, Thomas Zipp usw.) kuratiert von Ulrich Wulff, Kunstraum Innsbruck, Österreich. (cat.)

2006
- Semana de las Artes, Lago Escondido, Argentinien.

2001
- XI Salón de Artes Visuales de la Provincia de Río Negro, General Roca, Argentinien.

1999
- ARTEMIL ’99, El Bolsón, Argentinien.

1998
- Bar Malas Artes (mit Fernando Brizuela, Hernán Salamanco, Sabina Alonso, Natalia Cacchiarelli, Verónica Romano, Pablo Zicarello, Marcos Bertucelli), Buenos Aires, Argentinien.
- Apropiaciones-Traiciones (27+1+3+1= Uno) (mit Celina González Sueyro, Florencia Fernández Frank), Espacio Giesso Reich, Buenos Aires, Argentinien. (cat.)

1993
- First Biennale of Young Patagonian Arts, San Carlos de Bariloche, Argentinien.

## Publikationen
2009
- Mehr als nur Tango, Astrid Mayerle. In: Kunstzeitung, Nr. 145: Regensburg, Juni 2009.

2008
- Gabriel Kondratiuk Text von Irma Arestizábal. Hrsg. Galerie Bernd Kugler, Gabriel Kondratiuk. Verlag Galerie Bernd Kugler: Innsbruck, 2008.

2007
- Gabriel Kondratiuk, Karin Pernegger. In: arte al día – revista internacional de arte latinoamericano, Nr. 118: Miami, 2007.

2006
- Gabriel Kondratiuk: Allí no hay nada. Text von Prof. Rocío Domínguez Morillo. Hrsg. Galerie Bernd Kugler, Gabriel Kondratiuk. Verlag Galerie Bernd Kugler: Innsbruck, 2006.